# Johannes Nyqvist
Johannes Nyqvist (i riksdagen kallad Nyqvist i Umeå), född 31 juli 1835 i Sunne, död 7 augusti 1906 i Umeå, var en svensk smed och politiker. 
Johannes Nyqvist, som var son till en bruksarbetare, verkade som smedmästare i Umeå från 1860. Han var ledamot i Umeå stadsfullmäktige 1868–1905, var medstiftare till Umeå baptistförsamling 1860 och var även aktiv i den lokala nykterhetsrörelse.
Han var riksdagsledamot i andra kammaren 1885–1887 för Luleå, Umeå, Piteå, Haparanda och Skellefteå valkrets. Han var suppleant i 1886 års särskilda utskott och engagerade sig för ökad religionsfrihet.